# Syzygium retinervium
Syzygium retinervium är en myrtenväxtart som först beskrevs av Elmer Drew Merrill och Lily May Perry, och fick sitt nu gällande namn av Lyndley Alan Craven och Edward Sturt Biffin. Syzygium retinervium ingår i släktet Syzygium och familjen myrtenväxter. Inga underarter finns listade i Catalogue of Life.